# Prosthechea papilio
Prosthechea papilio là một loài thực vật có hoa trong họ Lan. Loài này được (Vell.) W.E.Higgins miêu tả khoa học đầu tiên năm 1997.